# کولی سران
کولی سران، روستایی از توابع بخش مرکزی شهرستان شفت در استان گیلان ایران است.

## جمعیت
این روستا در دهستان جیرده قرار دارد و براساس سرشماری مرکز آمار ایران در سال ۱۳۸۵، جمعیت آن ۲۸۶ نفر (۶۵خانوار) بوده‌است.